# Jessonda
Jessonda ist eine Oper mit Tanz in drei Akten von Louis Spohr (1784–1859). Das Libretto in deutscher Sprache stammt von Eduard Heinrich Gehe. Die Uraufführung fand am 28. Juli 1823 in Kassel statt. Die Spieldauer beträgt ungefähr 2 ¼ Stunden.

## Handlung
Ehemalige portugiesische Besitzung Goa, zu Beginn des 16. Jahrhunderts.

### Erster Akt
Dem verstorbenen, greisen Radscha soll seine junge Witwe Jessonda in den Tod nachfolgen. Das Ritual verlangt ihren Feuertod. Der Novize Nadori soll sie auf ihr Schicksal vorbereiten. Ein Offizier des Radschas meldet den Angriff der portugiesischen Seestreitmacht. Die Brahmanen vertrauen der Macht ihrer hinduistischen Götter. Jessonda hat resigniert. Sie fügt sich dem Willen der Priester. Amazali will Jessonda retten und fordert Nadori, der für Amazali entflammt, auf, ihr zu helfen.

### Zweiter Akt
Tristan tritt unter die Portugiesen. Er ist voller Sehnsucht nach seiner Jugendliebe Jessonda. Er begegnet dem Bajaderenzug mit ihr. Er erkennt sie nicht. Durch Nadori erfährt er, dass es Jessonda war. Ein Entführungsversuch scheitert am Oberbrahmanen Dandau und einer zwischen Portugiesen und Indern vereinbarten Waffenruhe. Tristan zieht sich zurück. Die Vorbereitungen zur Verbrennungszeremonie werden fortgesetzt.

### Dritter Akt
Auch Tristan resigniert. Da bringt Nadori die Botschaft, dass Dandau die Waffenruhe brechen und die portugiesische Flotte niederbrennen will. Nadori ist bereit, Tristan und die portugiesischen Soldaten in die Stadt zu führen.
Während Dandau das Opfer darbringen will, fährt ein Blitz in die Statue der obersten Gottheit Brahmas. Die Portugiesen stürmen heran. Dandau zieht entschlossen den Dolch und stützt sich auf Jessonda, doch Tristan kann seine Geliebte in letzter Sekunde an sich reißen. Endlich sind auch Nadori und Amazali vereint.

## Entstehung und Rezeption
Die Oper Jessonda ist eine Idee Louis Spohrs. Er schuf sie im Jahr 1822. Dabei nahm er sich die 1821 in Berlin uraufgeführte Oper Der Freischütz von Carl Maria von Weber (1786–1826) zum Vorbild. Wie jener und später Richard Wagner (1813–1883) bemühte er sich um einen Verbund zu gleichbedeutenden Teilen von Sprache, Musik und Theater in einem „Gesamtkunstwerk“. Als musikalischer Neulandsucher griff er Webers Entwurf einer singspielhaften, romantischen Oper auf. So entstand ein von Leitmotiven geprägtes, in sich geschlossenes, durchkomponiertes Werk und eine seinerzeit neue deutsche Opernform.
Der Schriftsteller Eduard Heinrich Gehe nahm für das Libretto das Schauspiel La Veuve du Malabar ou L’Empire des coutumes (1770) von Antoine-Marin Lemierre (1723–1793) zur Vorlage.
Spohr erzielte vor allem mit seiner Oper Jessonda eine Breitenwirkung, die sich über dreißig Jahre lang auch auf das Ausland erstreckte. Große Faszination gingen von der prunkvollen Ausstattung, sensationellen optischen Effekten, großen Ballettszenen, effektvollem Choreinsatz und der exotischen Szenerie aus. Er notierte nach einer Aufführung in Leipzig: „Beim Eintritt ins Orchester wurde ich mit allgemeinem Jubel begrüßt. […] Den größten, wirklich wüthenden Enthusiasmus erregte das Duett zwischen Amazali und Nadori.“
Die Oper ist kein Teil des heutigen Repertoires. Von einer Aufführung aus dem Jahr 1985 in Wien unter der Leitung von Gerd Albrecht existiert eine Tonaufnahme. Albrecht hat die Oper nochmals 1991 mit dem Philharmonischen Staatsorchester Hamburg und u. a. Dietrich Fischer-Dieskau in der Rolle des Tristan, dessen Ehefrau Julia Varady in der Rolle der Jessonda und Kurt Moll in der Rolle des Dandau eingespielt.